# 만력정사회답사일행일본왕환일기
만력정사회답사일행일본왕환일기(萬曆丁巳回答使一行日本徃還日記)는 부산광역시 남구 부산광역시립박물관에 있는 조선시대의 책이다. 2018년 1월 31일 부산광역시의 유형문화재 제84호로 지정되었다. 이는 기존 부산광역시의 유형문화재 제84호인 이덕성가문적에 추가로 지정된 것이다.

## 개요
부산박물관 소장 《만력정사회답사일행일본왕환일기》는 조선 중기 문신인 석문(石門) 이경직(李景稷, 1577~1640)이 1617년(광해군 9) 회답겸쇄환사(回答兼刷還使)의 종사관으로 일본의 교토[京都]까지 다녀오면서 겪었던 일들을 기록한 사행일록(使行日錄)이다.
일기는 앞부분에 정사 이하 428 명의 사행원 명단이 실려 있고, 이어서 부산에서 일본으로 출발하기 3일전인 7월 4일부터 같은 해 10월 18일 대마도에서 부산항에 귀환하기까지 104일 동안의 일들이 기록되어 있다.
《만력정사회답사일행일본왕환일기》는 일본 에도바쿠후[江戸幕府]와 외교가 성립되는 초기 일본에 대한 기록이다. 최초로 영가대(永嘉臺)에서 해신제를 지내는 기록이 보여, 초기 부산에서의 통신사 의식을 엿볼 수 있다. 또한 일반적인 통신사 사행 여정과 다른 경로가 많이 수록되어 있다. 교토의 후시미성[伏見城]을 들르거나, 돌아오는 길에 조선인 포로를 데리고 오기 위해 규슈[九州] 의 가라츠[唐津]·나고야[名古屋] 등을 거치는 것은 다른 사행록에서 발견하기 어려운 부분이다. 당시의 사행기록으로 정사(正使) 오윤겸(吳允謙)의 《동사상일록(東槎上日錄)》도 전하고 있지만 내용이 이보다 소략하다.
위와 같은 자료로서의 가치뿐만 아니라, 현재까지 알려진 유일한 단독 형태의 도서이며, 또한 저자인 이경직은 이덕성의 조부이므로 마땅히 부산광역시 유형문화재 제84호 '이덕성가 문적(李德成家 文籍)'에 추가 포함시켜 보존 관리하는 것이 타당하다.

## 참고 문헌
- 민건호 필사본 일괄 - 국가유산청 국가유산포털